# Castelul Béldy din Geaca
Castelul Béldi din Geaca, județul Cluj, este înscris pe lista monumentelor istorice din județul Cluj elaborată de Ministerul Culturii și Patrimoniului Național din România în anul 2010.

## Istoric
Castelul a aparținut familiei Béldi, stabilită în zonă în secolul al XIX-lea. Ákos Béldi (1846-1932), membru al familiei Béldy, a deținut rangul de prefect al Clujului între 1888 și 1905, motiv pentru care s-a mutat aici cu familia, ridicând castelul.
În 1880 a fost ridicat edificiul, în stil neoclasic, cu elemente de arhitectură populară. Este format din parter, subsol, etaj și șarpantă dispuse pe un plan dreptunghiular de 17 X 11 metri. Intrarea este flancată de coloane dorice, care susțin terasa cu parapet metalic.
Interiorul clădirii este distrus, scările spre subsol și etaj fiind ambele nepracticabile. Clădirea a fost revendicată de către urmașii familiei conților Béldy.